# Ruta 314 (Costa Rica)
La Ruta 314, oficialmente Ruta Nacional Terciaria 314, es una ruta nacional de Costa Rica ubicada en la provincia de San José.

## Descripción
En la provincia de San José, la ruta atraviesa el cantón de Puriscal (los distritos de Santiago, San Rafael).